# Courcival
Courcival ist eine französische Gemeinde mit 83 Einwohnern (Stand: 1. Januar 2022) im Département Sarthe in der Region Pays de la Loire. Die Gemeinde liegt im Arrondissement Mamers und im Kanton Bonnétable. Ihre Einwohner heißen Courcivalois.

## Geografie
Courcival liegt etwa 28 Kilometer nordnordöstlich von Le Mans und etwa 31 Kilometer südöstlich von Alençon am Flüsschen Tripoulin, das an der Nordgrenze in die Orne Saosnoise mündet. Knapp 800 Meter flussaufwärts mündet auch die Mortève. Umgeben wird Courcival von den Nachbargemeinden Peray im Norden und Nordwesten, Nauvay im Norden, Saint-Cosme-en-Vairais im Osten und Nordosten, Rouperroux-le-Coquet im Osten, Terrehault im Süden und Südosten, Jauzé im Süden sowie Saint-Aignan im Westen und Südwesten.

## Einwohnerentwicklung
| 1962                      | 1968 | 1975 | 1982 | 1990 | 1999 | 2006 | 2013 |
| ------------------------- | ---- | ---- | ---- | ---- | ---- | ---- | ---- |
| 188                       | 130  | 92   | 98   | 65   | 80   | 82   | 88   |
| Quelle: Cassini und INSEE |      |      |      |      |      |      |      |

## Sehenswürdigkeiten
- Kirche Saint-Brice aus dem 11. Jahrhundert
- Schloss Courcival aus dem 17. Jahrhundert, seit 2011 Monument historique

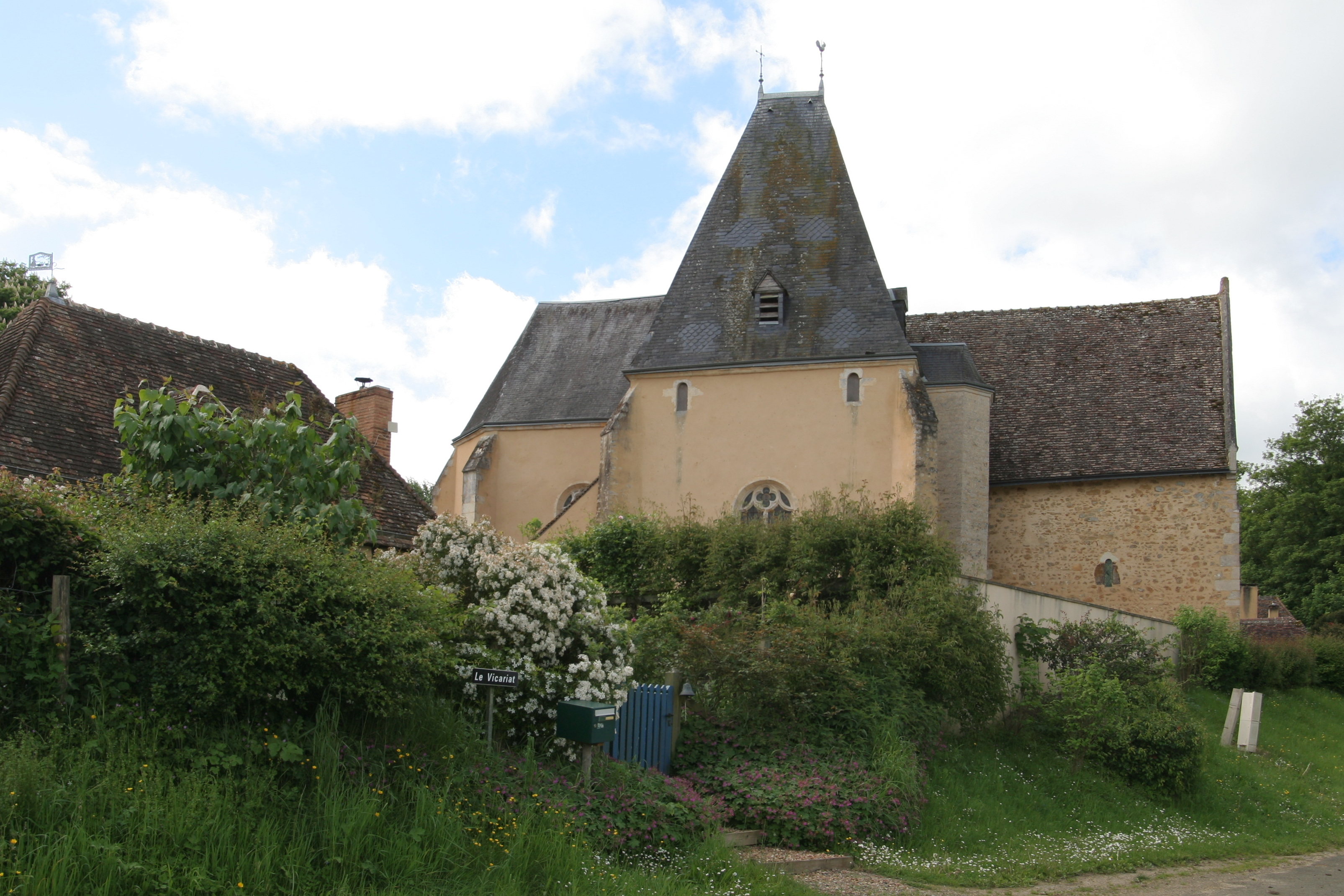
Kirche Saint-Brice
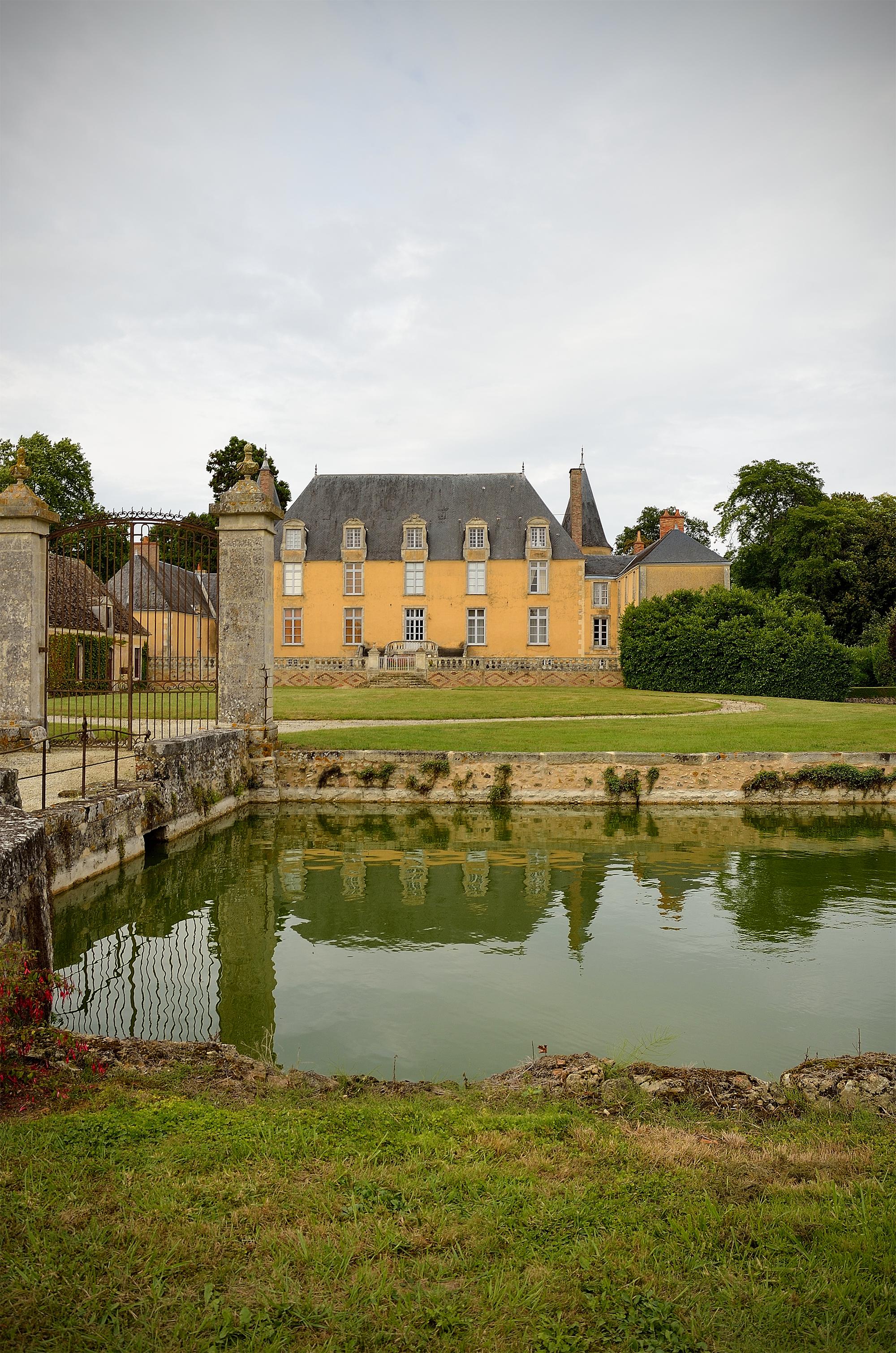
Schloss Courcival